# Пластино, Ник
Николас Пластино (англ. Nicholas Plastino; 20 февраля 1986, Су-Сент-Мари, Канада) — итальянский и канадский хоккеист, защитник. Игрок сборной Италии по хоккею с шайбой.

## Биография
В молодёжном хоккее Пластино дебютировал в сезоне 2003/04 в юниорской хоккейной лиге Онтарио, выступая за клуб «Коллингвуд Блюз». Позже три сезона провёл в «Барри Кольтс» на профессиональном уровне в лиге Онтарио. С 2007 по 2011 выступал в Серии А за «Азиаго», в составе которого дважды становился победителем итальянской лиги. Получил итальянское гражданство и был вызван в сборную Италии. Принял участие в двух чемпионатах мира по хоккею с шайбой. Сезон 2011/12 отыграл в США, но уже в следующем сезоне вернулся в Европу, в шведский «Бофорс», который позже был переименован в «Карлскугу». Спустя год перешёл в шведский «Эребру», а ещё через год перебрался в Норвегию, в «Ставангер Ойлерз», в составе которого завоевал золото норвежского чемпионата. Сезон 2015/16 провёл в финской «Таппаре», став чемпионом Финляндии. В составе норвежского и финского клубов дважды принимал участие в розыгрыше хоккейной Лиги Чемпионов. В 2016 году стал игроком братиславского «Слована». Год спустя подписал контракт со швейцарским клубом «Амбри-Пиотта».